# Elysius jonesi
Elysius jonesi là một loài bướm đêm thuộc phân họ Arctiinae, họ Erebidae.